# 塞克斯峰
塞克斯峰為座在美国蒙大拿州桑德斯縣的山峰，坐落在庫特奈國家森林內。此座山峰海拔高度5,751英尺（1,753），為蒙大拿州第2,052高峰。
據稱公園官員和林務員談論有關性交的話題，因而將此山峰命名為「Sex Peak」。
位在塞克斯峰最高處的塞克斯峰瞭望站（Sex Peak Lookout Station）為座已退役的火警瞭望塔。